# Chuck Palahniuk

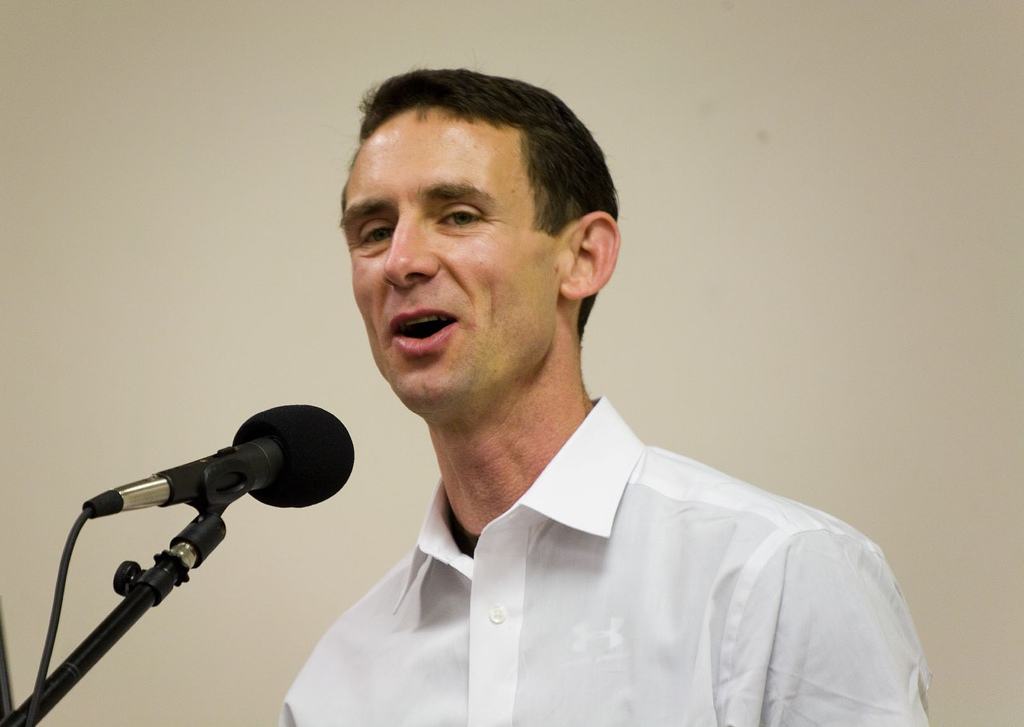
Chuck Palahniuk (2007)

Chuck Palahniuk [ˈt͡ʃʌk ˈpɔːlənɪk], bürgerlich Charles Michael Palahniuk (* 21. Februar 1962 in Pasco, Washington), ist ein US-amerikanischer Schriftsteller und Journalist. Er ist vor allem durch sein Erstlingswerk Fight Club (1996) bekannt geworden, das von David Fincher mit Brad Pitt und Edward Norton verfilmt wurde (siehe auch Fight Club).

## Leben und Wirken
Palahniuks Vorfahren stammen aus Frankreich und der Ukraine. Er wuchs nach der Scheidung seiner Eltern im Walla Walla County auf. Seine Jugend war von Gewalt geprägt; während sein Großvater Palahniuks Großmutter und sich selbst umbrachte, wurde sein Vater vom ehemaligen Freund seiner Lebensgefährtin ermordet. Vor seiner Karriere als Schriftsteller besuchte Palahniuk die School of Journalism an der University of Oregon, arbeitete als freier Journalist sowie Nutzfahrzeugmechaniker und war ehrenamtlich in Obdachlosenheimen und Jugendherbergen tätig.
Laut eigenen Angaben zählen zu Palahniuks literarischen Vorbildern Ira Levin, William T. Vollmann sowie Irvine Welsh. Auf seiner Internetpräsenz bietet Palahniuk „Premiumnutzern“ unter anderem Schreibseminare an und beantwortet einen großen Teil der Leseranfragen persönlich. Seine Internetpräsenz gilt als eine der größten zentralen Anlaufstellen für einen einzelnen Autor. Palahniuk ist Mitglied der Cacophony Society, einer anarchistischen Gesellschaft, die dem Suicide Club of San Francisco entsprungen ist. Das sogenannte Project Mayhem aus seinem Roman Fight Club basiert auf den Grundgedanken der Cacophony Society.
Die Verfilmung seines Buches Fight Club sieht Palahniuk „als Vervollständigung des Romans“. Palahniuks Idee zu Fight Club entstand, als er eines Morgens von einer Rauferei gezeichnet zur Arbeit erschien und keiner seiner Kollegen ihn darauf ansprach. Er überlegte, ob es möglich sei, solch ein Doppelleben zu führen, ohne dass von der Gesellschaft unangenehme Fragen gestellt werden. Obwohl Fight Club Palahniuks erste Veröffentlichung ist, hat er zuvor bereits Invisible Monsters und Insomnia: If You Lived Here, You'd Be Home Already geschrieben. Invisible Monsters fand zunächst aufgrund seines „verstörenden Inhalts“ keinen Verleger, und mit Insomnia: If You Lived Here, You'd Be Home Already war Palahniuk nicht zufrieden genug, um es veröffentlichen zu lassen; es bildete jedoch die Grundlage für Fight Club.
Sein Roman Choke wurde von Clark Gregg mit Anjelica Huston und Sam Rockwell verfilmt. Die 2003 produzierte Dokumentation Postcards from the Future befasst sich mit Palahniuk und seinem Status als Kultautor in den USA. Sein Roman Snuff sollte verfilmt werden, jedoch wurde das Projekt verworfen. Lullaby wurde in den USA als Fernsehserie umgesetzt.
Palahniuks Kurzgeschichte Guts (deutscher Titel: Vorfall) sorgte auf seinen Lesungen für Aufregung, da bei diesen insgesamt 73 Leute ohnmächtig wurden. Die Geschichte ist als Sonderbeilage im Time Magazine erschienen.
In einem Interview outete sich Palahniuk 2008 als homosexuell. Gemeinsam mit seinem Partner lebt er im Clark County.

## Werke
- If you lived here, you'd be home already[2][3] (unveröffentlicht)
- 1996 Fight Club
  - Fight Club, dt. von Fred Kinzel; Goldmann, München 2004. ISBN 978-3-442-54210-9
- 1999 Invisible Monsters (Roman)
  - Fratze, dt. von Werner Schmitz; Manhattan, München 2010. ISBN 978-3-442-54277-2
- 1999 Survivor (Roman)
  - Flug 2039, dt. von Werner Schmitz; Goldmann, München 2003. ISBN 978-3-442-54167-6
- 2001 Choke (Roman)
  - Der Simulant, dt. von Werner Schmitz; Goldmann, München 2002. ISBN 978-3-442-54166-9
- 2002 Lullaby (Roman)
  - Lullaby, dt. von Werner Schmitz; Goldmann, München 2004. ISBN 978-3-442-54219-2.
- 2003 Fugitives and Refugees. A Walk in Portland, Oregon (Reisebericht).
- 2003 Diary (Roman); Schutzumschlag gestaltet von Leanne Shapton. Doubleday, New York City 2003, ISBN 0-385-50947-2
  - Das letzte Protokoll, dt. von Werner Schmitz; Goldmann, München 2005. ISBN 978-3-442-54215-4
- 2004 Stranger Than Fiction: True Stories (Essays, Erzählungen und Interviews).
  - Stranger than fiction: wahre Geschichten, dt. von Werner Schmitz; Goldmann, München 2008. ISBN 978-3-442-54216-1
- 2005 Haunted (Roman).
  - Die Kolonie, dt. von Werner Schmitz; Goldmann, München 2006. ISBN 978-3-442-54266-6
- 2007 Rant: An Oral Biography of Buster Casey (Roman)
  - Das Kainsmal, dt. von Werner Schmitz; Goldmann, München 2007. ISBN 978-3-442-54271-0
- 2008 Snuff (Roman)
  - Snuff, dt. von Werner Schmitz; Manhattan, München 2008. ISBN 978-3-442-54641-1
- 2009 Pygmy (Roman)
  - Bonsai, dt. von Werner Schmitz; Manhattan, München 2009. ISBN 978-3-442-54664-0
- 2010 Tell-All (Roman)
  - Diva, dt. von Werner Schmitz; Manhattan, München 2011. ISBN 978-3-442-54685-5
- 2011 Damned (Roman)
  - Verflucht, dt. von Werner Schmitz; Manhattan, München 2013. ISBN 978-3-442-54706-7
- 2012 Invisible Monsters Remix (Roman – stark geänderte Neuausgabe von Invisible Monsters)
- 2013 Doomed (Roman)
  - Verdammt, dt. von Werner Schmitz; Manhattan, München 2014. ISBN 978-3-442-54745-6
- 2014 Make something up: Stories that can´t unread (Kurzgeschichtensammlung)
  - Jetzt bist du dran!, dt. von Manfred Kinzel; Festa Verlag, Leipzig 2014 ISBN 978-3-86552-502-4
- 2014 Beautiful You (Roman)
  - Beautiful You – Besser als Sex!, dt. von Manfred Sanders; Festa Verlag, Leipzig 2017. ISBN 978-3-86552-512-3
- 2015 Make Something Up (Erzählungen)
- 2015 Fight Club 2 (Comicreihe; mit Cameron Stewart)
  - Fight Club 2 – Tyler Durden lebt, dt. von Bernd Kronsbein; Bielefeld 2015. ISBN 978-3-95839-171-0
- 2016 Bait: Off-Color Stories for You to Color (Erzählungen)
- 2018 Adjustment Day (Roman)
  - Adjustment Day – Tag der Abrechnung, dt. von Manfred Sanders; Festa Verlag; Leipzig 2018. ISBN 	978-3-86552-687-8
- 2019 Fight Club 3 (Comicreihe, 2020 als Graphic-Novel veröffentlicht)
- 2020 Consider this: Consider This: Moments in My Writing Life after Which Everything Was Different (Sachbuch)
- 2020 The Invention of Sound (Roman)
- 2023 Not Forever, But For Now (Roman)
- 2024 Shock Induction (Roman)

## Hörspiele
- Lullaby, 2-teiliges Hörspiel, Westdeutscher Rundfunk, 2005[4][5]

## Hörbücher
- Fight Club (Random House Audio, 2007), gelesen von Tobias Meister
- Lullaby (Audible Studios, 2009), gelesen von Torsten Sense
- Der Simulant (Audible Studios, 2009), gelesen von Torsten Sense
- Flug 2039 (Audible Studios, 2009), gelesen von Torsten Sense